# 史蒂芬妮·史維吉
史蒂芬妮·史維吉（Stefanie Schwaiger，1986年8月7日—）是一名奧地利排球運動員，曾代表國家參加2012年倫敦奧運的女子沙灘排球比賽，並未獲得獎牌。